# جوزيه دايان
جوزيه دايان (بالفرنسية: Josée Dayan)‏ (و. 1947 – م) هي ممثلة، ومخرجة سينمائية، وكاتبة سيناريو، ومنتجة أفلام من فرنسا. ولدت في تولوز.

## التعليم
تعلمت في المعهد العالي للدراسات السينمائية (باريس).

## وصلات خارجية
- جوزيه دايان على موقع IMDb (الإنجليزية)
- جوزيه دايان على موقع ألو سيني (الفرنسية)
- جوزيه دايان على موقع أول موفي (الإنجليزية)
- جوزيه دايان على موقع قاعدة بيانات الأفلام السويدية (السويدية)
- جوزيه دايان على موقع ديسكوغز (الإنجليزية)
- جوزيه دايان على موقع قاعدة بيانات الفيلم (الإنجليزية)
- جوزيه دايان على موقع كينوبويسك (الروسية)